# エア・ウォーター炭酸
エア・ウォーター炭酸株式会社（エア・ウォーターたんさん）は、日本のドライアイス、炭酸ガスメーカー。ドライアイス全国シェアは日本国内首位。

## 沿革
- 1971年（昭和46年）7月 - 三井東圧化学株式会社と米国リキッドカーボニクス社の折半投資により、三井東圧リキッドカーボニクス株式会社設立。
- 1996年（平成8年）1月 - 米国プラックスエア社が米国リキッドカボニクス社を買収。
- 1997年（平成9年）10月 - 三井石油化学工業株式会社と三井東圧化学株式会社が合併し、三井化学株式会社となる。
- 1998年（平成10年）4月 - 三井東圧リキッドカーボニクス株式会社を三井化学プラックスエア株式会社に社名変更。
- 2001年（平成13年）7月 - セイカカーボニクス株式会社に資本参加。
- 2001年（平成13年）9月 - 三菱レイヨン株式会社から炭酸事業の営業譲渡を受ける。また、同社より子会社である株式会社コステムヨシダの株式譲渡を受ける。
- 2001年（平成13年）10月 - エア・ウォーター株式会社が米国プラックスエア社から株式譲渡を受け資本参加。社名を三井化学エア・ウォーター株式会社に変更。
- 2005年（平成17年）4月 - 株主構成が100%エア・ウォーター株式会社となる。
- 2007年（平成19年）4月 - 市原工場がISO14000を取得。
- 2008年（平成20年）4月 - ドライアイス販売子会社の株式会社コステムを合併し、名古屋支店、札幌支店を開設。
- 2009年（平成21年）2月 - 全事業所がISO9001を取得。
- 2012年（平成24年）2月 - 市原工場がFSSC22000を取得。
- 2013年（平成25年）3月 - 山陽小野田工場営業運転開始。
- 2014年（平成26年）1月 - 山陽小野田工場がFSSC22000を取得。
- 2014年（平成26年）11月 - 室蘭工場営業運転開始。
- 2017年（平成29年）3月 - 川崎工場営業運転開始。
- 2024年（令和6年）4月 - エア・ウォーター・ハイドロ株式会社を吸収合併し社名をエア・ウォーター・グリーンデザイン株式会社に変更。[3]

## 事業内容
- ドライアイス事業

低温物流、医薬、冠婚葬祭、演出、ドライアイス洗浄、金属低温処理など
- 炭酸ガス事業

溶接、炭酸飲料、工業・農業など
- ドライアイスベスト事業
- ミラクロール事業
- 関連商品事業

保冷容器開発、蓄冷剤など
- 水素ガス事業

産業用水素ガス（石油化学・鉄鋼（金属）・硝子・化学・半導体（弱電））、エネルギー用水素ガス（燃料電池・水素発電・水素還元製鉄・合成燃料）など
- 新事業

CO2回収装置の開発、バイオガスの捕集・運搬・加工、CO2フリー水素製造技術の確立など

## 炭酸事業製造拠点
自社工場
- 室蘭工場（北海道室蘭市）
- 川崎工場（神奈川県川崎市）
- 市原工場（千葉県市原市）
- 大阪工場（大阪府高石市）
- 山陽小野田工場（山口県山陽小野田市）
- 大牟田工場（福岡県大牟田市）

グループ会社工場
- 共同炭酸株式会社（北海道室蘭市）
- エア・ウォーター株式会社鹿島工場（茨城県鹿嶋市）

協力工場
- 昭和四日市石油株式会社（三重県四日市市）
- 近畿炭酸株式会社（大阪府堺市）

## 水素事業製造拠点
自社工場
- 二本木工場（新潟県上越市）
- 魚津工場（富山県魚津市）
- 袖ヶ浦工場（千葉県袖ケ浦市）
- 名古屋工場（愛知県名古屋市）

グループ会社工場
- 株式会社しかおい水素ファーム（北海道河東郡鹿追町）
- エア・ウォーター・テクノサプライ株式会社苫小牧水素工場（北海道苫小牧市）
- エア・ウォーター株式会社鹿島工場（茨城県鹿嶋市）
- エア・ウォーター株式会社尼崎ガスセンター（兵庫県尼崎市）
- エア・ウォーター株式会社和歌山工場（和歌山県和歌山市）

協力工場
- 株式会社大牟田高圧ガスセンター（福岡県大牟田市）